# Ceromya pudica
Ceromya pudica là một loài ruồi trong họ Tachinidae.